# Iven Giffard Mackay
Sir Iven Giffard Mackay, avstralski general in fizik, * 7. april 1882, Grafton, Novi Južni Wales, Avstralija, † 30. september 1966.

## Življenje
Po diplomi iz fizike na Univerzi v Sydneyju leta 1904 je sprva učil na srednji šoli, nato pa se je leta 1910 vrnil na univerzo kot predavatelj. 
Na univerzi se je vključil tudi v univerzitetni polk in tako začel svojo vojaško pot. Med prvo svetovno vojno se je izkazal in na koncu so ga tudi povišali v začasnega brigadnega generala.
Po vojni je za kratek čas nadaljeval študij fizike na Univerzi v Cambridgeu, nakar se je vrnil nazaj na sydneyjsko univerzo.
Med drugo svetovno vojno je sodeloval v bitkah tako na evropskem kot azijskem bojišču. Postal je poveljnik 2. armade. Zaradi slabega zdravja se je iz vojaške službe upokojil leta 1946.